# Francisco Lerma Martínez
Francisco Lerma Martínez IMC (El Palmar, España; 4 de mayo de 1944-Maputo, Mozambique; 24 de abril de 2019) fue un obispo misionero católico español, perteneciente a la orden de los Misioneros de la Consolata. 

## Biografía

### Sacerdocio
Poco más de un año después de haberse ordenado sacerdote, con veintisiete años, se fue como misionero a Mozambique en 1971. Llegó en plena lucha por la independencia del colonialismo portugués. Allí se hizo cargo de la misión de Maúa, en la provincia de Niassa, al noroeste del país. A pesar de los secuestros, minas antipersonas, y emboscadas militares permaneció en su puesto durante casi 48 años.

### Episcopado
El 24 de marzo de 2010 fue nombrado por el papa Benedicto XVI obispo de la diócesis de Gurué en Mozambique, donde permanenció hasta su fallecimiento.